# كاثرين أوبراين
كاثرين أوبراين (بالإنجليزية: Katherine O'Brien)‏ هي طبيبة أمريكية، ولدت في القرن العشرين.